# Die Mensch-Maschine
Die Mensch-Maschine (udgivet i engelsktalende lande som The Man-Machine) er det syvende studioalbum fra det tyske elektroniske band Kraftwerk. Det blev udgivet den 19. maj 1978 af Kling Klang i Tyskland og af Capitol Records i andre lande. Albummet er en videreudvikling af deres mekaniske udtryk, og gruppen inkorporerede mere dansable rytmer og skar ned på de minimalistiske arrangementer. 
Selv om albummet oprindeligt ikke fik succes på UK Albums Chart, nåede det en ny højdeposition som nummer ni i februar 1982, og blev bandets næstbedst sælgende album i Storbritannien efter Autobahn (1974). 

## Baggrund og udgivelse
Die Mensch-Maschine er det første Kraftwerk-album, der har Karl Bartos co-krediteret som komponist sammen med Ralf Hütter og Florian Schneider. Emil Schult skrev teksterne til "Das Model". AllMusic beskrev albummet som "tættere på lyden og stilen, der ville definere den tidlige new wave- elektro-pop ", og bemærkede "følelsen af et delt konceptalbum ", hvor nogle sange (såsom titelnummeret og "Die Roboter") udforskede "science fiction-lignende forbindelser mellem mennesker og teknologi" og andre (såsom "Neonlicht" og "Metropolis") mens andre dyrkede "urbaniseringens glamour." Uncut kaldte "Das Model" en "skæv pop-satire" og skrev, at "de sparsomme tekster egner sig til grundig fortolkning."
Det første tyske oplag var på rød vinyl. Den engelsksprogede udgave, The Man-Machine, blev certificeret guld af den British Phonographic Industry (BPI) den 15. februar 1982 og angav forsendelser på over 100.000 eksemplarer.  I oktober 2009 blev en remasteret udgave af albummet frigivet på CD og digitalt af Mute Records i Europa og af Astralwerks i USA,   med tunge vinyludgaver udgivet i november 2009. 
Albummets omslag blev produceret af Karl Klefisch, baseret på kunst af den russiske suprematist El Lissitzky - ordene “Inspireret af El Lissitzky” er anført på forsiden. Bagsidens billede er en omfortolkning af Lissitzkys børnebog About Two Squares: A Suprematist Tale of Two Squares in Six Constructions.  

## Kritisk modtagelse
I en anmeldelse af albummet i 1978, skrev NME: " The Man-Machine står som ét af hovedværkerne i 70'ernes rockmusik" og tilføjede, at "tekstens tilknappethed efterlader vægt på robot-rytmer, kølige toner og udsøgte melodier."  Village Voice-kritikeren Robert Christgau anmeldte også albummet det år og skrev: "Kun en sur mand kunne afvise en gruppe, der syntetiserer innovationer fra Environments og David Seville &amp; the Chipmunks, for ikke at nævne, at det er bedre at kysse til."  AllMusic skrev, at albummet er "mindre minimalistisk i arrangementerne og mere komplekst og dansabelt i dets underliggende rytmer" end gruppens tidligere værker, og bemærkede den "enorme indflydelse" på efterfølgende synth-popartister.  

## Trackliste
Alle tekster af Ralf Hütter, undtagen "The Model", tekst af Hütter og Emil Schult
| 1. | "Die Roboter" ("The Robots") | 6:11 |
| 2. | "Spacelab"                   | 5:51 |
| 3. | "Metropolis"                 | 5:59 |

| 4.            | "Das Model" ("The Model")                 | 3:38  |
| 5.            | "Neonlicht" ("Neon Lights")               | 9:03  |
| 6.            | "Die Mensch-Maschine" ("The Man-Machine") | 5:28  |
| Total længde: | Total længde:                             | 36:10 |

## Personale
Personalet er taget fra den remasterede udgave af The Man-Machine fra 2009.  
Kraftwerk
- Ralf Hütter - albumkoncept, genskabelse af artwork (2009 remaster), albumcover, elektronik, keyboards, Orchestron, produktion, Synthanorma Sequenzer, synthesizer, vocoder, vokal
- Florian Schneider - albumkoncert, elektronik, produktion, synthesizer, vocoder, Votrax
- Karl Bartos - elektroniske trommer
- Wolfgang Flür - elektroniske trommer

Yderligere personale
- Günther Fröhling - fotografi
- Leanard Jackson - teknik
- Karl Klefisch - kunst
- Joschko Rudas - teknik
- Henning Schmitz - teknisk assistance
- Johann Zambryski - genskabelse af artwork (2009 remaster)

Studier
- Optaget i Kling Klang-studiet i Düsseldorf, Tyskland
- Mixet i Studio Rudas i Düsseldorf, Tyskland

## Hitlister
| Hitliste (1978)                       | Højeste placering |
| ------------------------------------- | ----------------- |
| Australian Albums (Kent Music Report) | 56                |
| Østrig (Ö3 Austria)                   | 15                |
| Holland (Album Top 100)               | 29                |
| French Albums (SNEP)                  | 14                |
| Tyskland (Offizielle Top 100)         | 12                |
| Sverige (Sverigetopplistan)           | 24                |
| US Billboard 200                      | 130               |

| Chart (1982)         | Peak position |
| -------------------- | ------------- |
| Storbritannien (OCC) | 9             |

| Chart (2011)   | Peak position |
| -------------- | ------------- |
| Italien (FIMI) | 94            |

| Chart (1978)                       | Position |
| ---------------------------------- | -------- |
| German Albums (Offizielle Top 100) | 26       |

## Eksterne links
- Die Mensch-Maschine på Allmusic
- Die Mensch-Maschine på Discogs
- Die Mensch-Maschine på MusicBrainz